# Molly Carlson
Pour les articles homonymes, voir Carlson.
Molly Carlson, née le 22 septembre 1998 à Fort Frances, est une plongeuse canadienne, spécialisée depuis 2021 dans le plongeon de haut vol.

## Famille et jeunesse
Molly Carlson naît le 22 septembre 1998 à Fort Frances mais grandit à Thunder Bay. Durant son enfance, elle pratique la gymnastique alors que sa sœur Megan est nageuse. Venue assister à l'entraînement de cette dernière, Molly remarque les plongeurs et est attirée par ce sport, qu'elle pratique à partir de neuf ans. Dès ses onze ans, elle commence à représenter le Canada à des compétitions sportives,.

## Carrière de plongeuse
Molly Carlson gagne sept titres nationaux junior en plongeon, ainsi que deux titres panaméricains en 2013 et 2015, et est finaliste des championnats du monde junior en 2014 et 2016. Lors des championnats internationaux junior de plongeon, elle gagne successivement deux médailles d'or en 2013 et 2014 lors des épreuves de tremplin de trois mètres.
Lors des éliminatoires en vue des Jeux Olympiques de Rio, Molly Carlson complexe sur sa taille plus grande que celle de ses concurrentes : 1,73 mètre contre 1,57 mètre en moyenne. Cette constatation et le fort désir de participer à ces Jeux entraînent chez la jeune fille une altération de l'état général qui se traduit par des troubles d'alimentation ainsi que des problèmes de santé mentale, qui conduisent à son élimination de l'équipe canadienne.

## Études
Après cet échec, elle poursuit sa carrière de plongeuse tout en suivant des études de psychologie à la Université d'État de Floride.

## Carrière de plongeuse de haut vol
Ayant subi de nombreuses blessures au poignet, Molly Carlson est découragée par son entraîneur de poursuivre le plongeon classique qui sollicite trop les poignets lors de l'entrée dans l'eau, et encouragée à se tourner en 2021 vers le plongeon de haut vol, dans lequel l'entrée dans l'eau se fait par les pieds,,.
Elle est notamment une des deux seules plongeuses au monde à réaliser le saut appelé Front Quad Half Pike, et la seule à obtenir pour ce saut la note maximale de 10. Elle participe également à la compétition annuelle Red Bull Cliff Diving, dont elle obtient la troisième place en 2021 et la deuxième en 2022.
En 2023, lors des championnats du monde de natation de Fukuoka, elle remporte la médaille d'argent en plongeon de haut vol.
Lors d’un entraînement en préparation pour une étape du mondial Red Bull, en juillet 2025, elle glisse et fait une chute de 22 mètres en Italie. Blessée à un pied, elle rentre d’urgence au Canada.

## Carrière médiatique
Molly Carlson se fait connaître sur les réseaux sociaux, notamment sur TikTok et sur Instagram, où elle est suivie respectivement par quatre millions et 250 000 internautes, parlant d'une part de sa carrière sportive mais également de santé mentale,.